# Bisdom Aveiro
Het bisdom  Aveiro (Latijn: Dioecesis Aveirensis) is een rooms-katholiek bisdom met als zetel Aveiro, hoofdstad van het district Aveiro, in Portugal. Het bisdom is suffragaan aan het aartsbisdom Braga.

## Geschiedenis
Het bisdom werd voor de eerste keer opgericht op 12 april 1774, uit delen van het bisdom Coimbra. Op 30 september 1881 werd het opgeheven en het gebied werd verdeeld over de bisdommen Coimbra, Porto en Viseu. 
Het bisdom werd voor de tweede keer opgericht op 24 augustus 1938, uit delen van de bisdommen Coimbra, Porto en Viseu.

## Parochies
Het bisdom had in 2020 een oppervlakte van 1.538 km2 en telde 319.780 inwoners waarvan 83,4% rooms-katholiek was.

## Bisschoppen
- António Freire Gameiro de Sousa (18 april 1774 - 3 november 1799)
- António José Cordeiro (20 juli 1801 - 17 juli 1813)
- Manuel Pacheco de Rèsende (4 september 1815 - 27 maart 1837)
- João Evangelista de Lima Vidal (16 januari 1940 - 5 januari 1958)
- Domingos da Apresentação Fernandes (11 augustus 1958 - 21 januari 1962)
- Manuel d’Almeida Trindade (16 september 1962 - 20 januari 1988)
- António Baltasar Marcelino (20 januari 1988 - 21 september 2006)
- António Francisco dos Santos (21 september 2006 - 21 februari 2014)
- António Manuel Moiteiro Ramos (4 juli 2014 - heden)